# NGC 6856
NGC 6856 ist ein Asterismus im Sternbild Cygnus. Er wurde am 24. September 1829 von John Herschel bei einer Beobachtung mit einem 18-Zoll-Spiegelteleskop entdeckt.